# Rabia Kazan
Rabia Özden Kazan (Malatya, 25 de junio de 1976) es una escritora, periodista y activista por los derechos de las mujeres turca.

## Carrera
Comenzó su carrera periodística como corresponsal de televisión  en 1996 con el programa Later hosting Istanbul para el canal turco Flash TV. Posteriormente, llegó a ser columnista  para el periódico afiliado al Partido de Acción Nacionalista (MHP) Ortadoğu donde  trabajó por seis años. Mientras tanto, se volvió conocida en Turquía cuando entrevistó a Mehmet Ali Unğca, que atentó contra el Papa Juan Pablo II. Luego, fundó la revista noticiosa Haber Revizyon en Estambul.
En 2007, Kazan viajó a Irán donde fue testigo de matrimonios entre niños, tráfico de mujeres y matrimonios efímeros. Escribió un reportaje sobre las condiciones de las mujeres en Teherán, Irán, titulado Tahran Melekleri (en español: Los Ángeles de Teherán),  el cual trató sobre Nikah mut‘ah. Kazan recibió varias amenazas después que su libro fue publicado; éste, se transformó en un best seller en Turquía.
En 2008, Kazan se casó con Giacinto Licursi, un político y abogado italiano, por lo que se mudó a Roma. Durante su estancia en Italia, activamente ha promovido el secularismo en el islam y la prevención de los matrimonios entre niños y el tráfico de mujeres en diversas plataformas, incluyendo la televisión italiana.
En 2010, se trasladó a Estados Unidos y trabajó para la World Federation of United Nations Associations (WFUNA) en las Naciones Unidas durante dos años.
En 2012, decidió no volver a utilizar su hijab, que había sido forzada a utilizar desde los siete años. Tras ello, decidió comenzar a trabajar como escritora y activista de los derechos de las mujeres en The International Civil Liberties Alliance (ICLA), con sede en Suiza.
En 2014, lanzó la campaña global denominada This Is Not My Allah en Nueva York contra el terrorismo islámico con Alain Wagner (un analista político francés).